# Hieronim Mikołajewicz Podlecki
Hieronim Mikołajewicz Podlecki herbu Nałęcz – podsędek wiłkomierski w latach 1609-1624, stolnik wiłkomierski w latach 1608-1609, podstarości wiłkomierski w latach 1589-1595 i w 1609 roku.
Poseł powiatu wiłkomierskiego na sejm zwyczajny 1613 roku i na sejm nadzwyczajny 1613 roku. 